# 機動訓練大隊
機動訓練大隊（簡稱機訓大隊），是中華人民共和國深圳市公安局以勞務合約的性質僱用的防暴單位，由深圳市公安局指揮，主要責任為人群管制、防暴及協助人民警察及武裝警察提供武裝力量人力資源。

## 組織
機動訓練大隊由深圳市公安局擔任指揮，所領導之人員均非公務以至警察身份，不過於執勤時穿著人民警察制服，其防暴套裝亦標示「警察」。

## 歷史
2010年代，機動訓練大隊比較多因為徵地而引起的示威活動而出動，亦被派遣過駐守口岸，以阻嚇水貨攜帶者。

## 訓練
人員需要接受人群管制及防暴等。

## 裝備

### 防暴
- 防暴盔
- 防暴手套
- 防暴靴
- 盾牌

### 武器
- 胡椒噴劑
- 警棍

## 外部連結
- 示威者圖挑戰入境 憂延伸革命風潮 傳300佔領者闖關深圳重兵戒備 《星島日報》 2014年11月20日